# Justizanstalt Stein

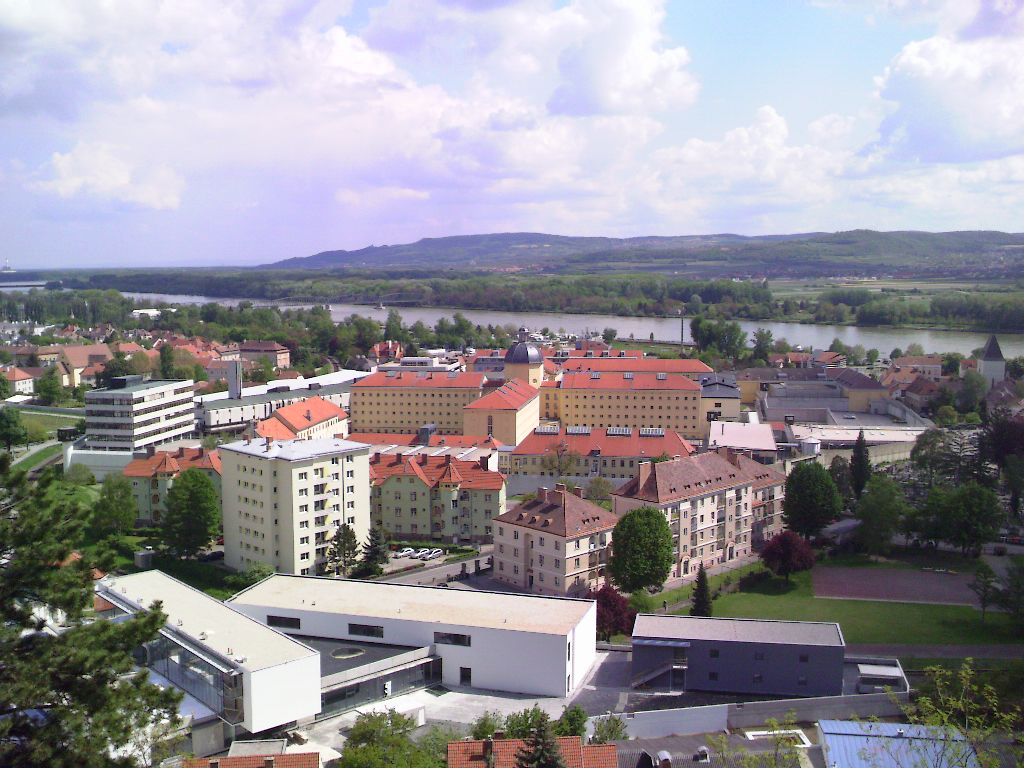
Nordwestansicht der Justizanstalt Stein

Die Justizanstalt Stein ist die zweitgrößte Justizanstalt Österreichs und gleichzeitig die größte als Strafvollzugsanstalt – also als nicht einem Landesgericht angeschlossenes Gefängnis für den Vollzug längerer Haftstrafen – betriebene Hafteinrichtung der österreichischen Justiz. Sie befindet sich in Stein, einem Stadtteil von Krems im Bundesland Niederösterreich.

## Konzeption und Organisation
In Stein werden ausschließlich männliche Strafgefangene mit einer Haftzeit von über 18 Monaten bis lebenslang untergebracht. Gemeinsam mit den drei Außenstellen Mautern, Oberfucha, der Abteilung „Gelockerter Vollzug Krems an der Donau“ sowie der geschlossenen Abteilung des Krankenhauses Krems kann die Justizanstalt Stein 805 Häftlinge aufnehmen. Auf diese Planhaftplätze kamen am Stichtag 30. August 2007 807 Gefangene, womit die Anstalt eine Auslastung von 100,25 % erreichte. Davon besaßen zum 1. Juni 2007 326 Gefangene (41,32 % des Gesamtbelags) nicht die österreichische Staatsbürgerschaft.
1999 wurde eine Substitutionsabteilung mit 43 Betten eingerichtet – wobei 2000 schon 56 und 2006 schon 108 Insassen Substitutionsmittel erhielten, sodass diese auch in anderen Bereichen der Justizanstalt untergebracht werden mussten.
Seit 27. März 2007 gibt es auch in der Justizanstalt Stein einen im Volksmund als „Kuschelzelle“ bezeichneten Langzeitbesucherraum. Der Hochsicherheitstrakt, für den die Justizanstalt bekannt ist, befindet sich im Erdgeschoß des Westtrakts, auf „West E“. Die speziell gesicherten Hafträume auf West E liegen etwas unter Straßenniveau und beherbergen einige der gefährlichsten Strafgefangenen Österreichs.

### Maßnahmenvollzug in Stein
Zusätzlich zum Vollzug von Freiheitsstrafen können in der Justizanstalt Stein auch Untergebrachte des Maßnahmenvollzugs, nämlich zurechnungsfähige, geistig abnorme Rechtsbrecher (§ 21 Abs. 2 StGB) untergebracht werden. Bei diesen handelt es sich meistens um Menschen, die in den Maßnahmenabteilungen anderer Justizanstalten aufgrund ihrer Straflänge oder wegen ihrer problematischen Persönlichkeiten nicht inhaftiert werden können. Konzipiert ist die Maßnahmenanhaltung in der Justizanstalt Stein deshalb in erster Linie zur Anhaltung von als besonderes gefährlich eingestuften Untergebrachten oder Insassen, die wenig motiviert scheinen für die sozialtherapeutische Behandlung. In letzter Zeit ist dieses Konzept aber wegen der stark zunehmenden Einweisungen, teils schon wegen geringfügiger Delikte, nicht mehr maßgebend. Diese Klassifizierung wird in der Regel durch die Begutachtungsstelle für den Maßnahmenvollzug in der Justizanstalt Wien-Mittersteig vorgenommen.
Die anstaltseigene sozialtherapeutische Maßnahmenabteilung kann zwar maximal mit 44 Personen belegt werden, auf Grund massiver Überbelegung und daraus resultierender nicht adäquater Betreuungsstrukturen, die auch zu weit über dem österreichischen Durchschnitt liegenden Anhaltezeiten in der JA Stein führen, werden die Maßnahmenuntergebrachten im „Normalfall“ auch in anderen Abteilungen untergebracht (Per Stichtag 11. Juli 2009 befanden sich in Stein 101 Personen im Maßnahmenvollzug.), was jedoch rechtlich problematisch ist, und derzeit von einer vom Justizminister eingesetzten Expertenkommission zusammen mit vielen anderen Unregelmäßigkeiten bei dieser Vollzugsform, im Rahmen einer angekündigten Strafrechtsreform, evaluiert wird.
Im Jahr 2014 kam es in der Justizanstalt Stein im Maßnahmenvollzug zu einigen Vorfällen, die auch in der österreichischen Presse längere Zeit für Schlagzeilen sorgte, und zur Suspendierung einiger Beamten führten. So wurde etwa ein Mann so lange in seinem Haftraum unversorgt und ohne jede Betreuung sich selbst überlassen, bis seine Beine anfingen zu verwesen. Davon in Kenntnis gesetzt ordnete Justizminister Brandstetter eine genaue Überprüfung des Maßnahmenvollzuges an.

### Außenstellen

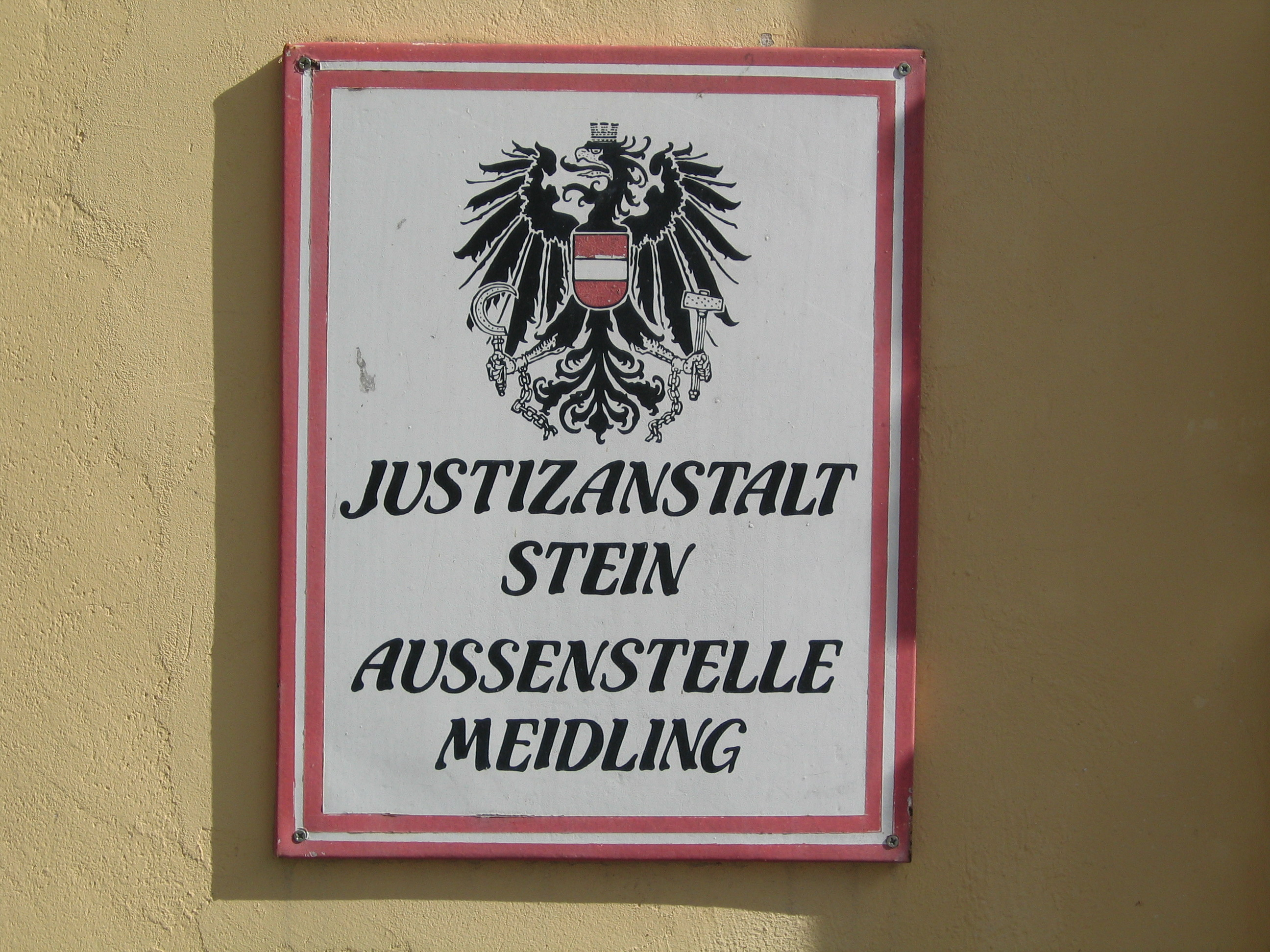
Ehemalige Außenstelle Meidling

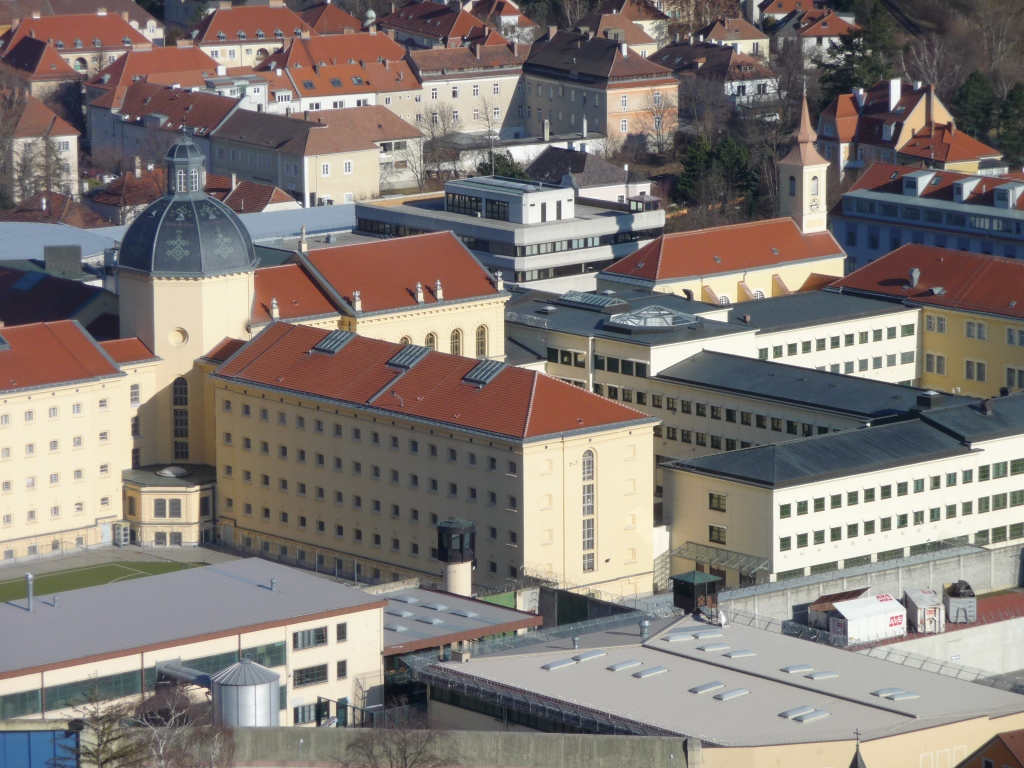
Detailansicht der Gebäude der Justizanstalt Stein

Die Justizanstalt verfügt über drei Außenstellen zur Durchführung von gelockertem Strafvollzug. In der Außenstelle Oberfucha, die sich in der Marktgemeinde Furth bei Göttweig befindet, werden Häftlinge, die eine lange Haftstrafe zu verbüßen hatten, durch spezielles Training auf ihre bedingte Haftentlassung vorbereitet. Eine weitere Außenstelle mit einem Freigängerhaus befindet sich in der Stadt Mautern an der Donau. Zusätzlich besteht die Abteilung „Gelockerter Vollzug Krems an der Donau“.

Die ehemalige Außenstelle in Meidling in der Marktgemeinde Paudorf befand sich im ehemaligen Schloss Meidling. Sie wurde seit 1968 als Ökonomie-Betrieb für Schweinezucht und -mast sowie als Gärtnerei betrieben und im Jahr 2011 aufgelassen.

### Departmentsystem
Neben den drei Außenstellen der Justizanstalt, die jeweils organisatorisch eigenständig arbeiten, existiert auch innerhalb des Gefängnisses eine organisatorische Unterteilung. Je nach Haftart und besonderen Auffälligkeiten der Häftlinge werden diese in einem von zehn so genannten Departments untergebracht, die jeweils unter der Leitung eines Departmentleiters stehen. Hierbei zeigt sich der Vorteil des Departmentsystems dahingehend, dass Gefangene mit ähnlichen Voraussetzungen miteinander untergebracht sind und von den anderen Insassen im Regelvollzug weitestgehend ferngehalten werden. Momentan existieren die folgenden Departments:
- Erstvollzugsabteilung: Personen, die zum ersten Mal eine Haftstrafe antreten, werden gesondert von den anderen Häftlingen in der Erstvollzugsabteilung untergebracht.
- Entlassungsvollzugsabteilung: Häftlinge, deren Entlassung bevorsteht, werden in dieser Abteilung auf die Entlassung aus dem Strafvollzug vorbereitet.
- Abteilung für psychische Besonderheiten: Die Abteilung für psychische Besonderheiten ist für Insassen mit psychischen Auffälligkeiten und deren Behandlung eingerichtet.
- Sonderkrankenanstalt: Bis August 2016 hatte die Justizanstalt Stein eine Sonderkrankenanstalt, die Häftlinge aus dem ganzen Bundesgebiet aufnahm, die eine klinische Behandlung benötigen und hierfür (insbesondere aus Sicherheitsgründen) nicht in ein reguläres Krankenhaus überstellt werden konnten. Die Sonderkrankenanstalt wurde durch eine Krankenabteilung ersetzt ohne einen Mediziner im Nachtdienst.[10]
- Substitutionsabteilung: In der 1999 eigens eingerichteten Substitutionsabteilung werden drogenabhängige Insassen mit Drogenersatzmitteln behandelt.
- Maßnahmenabteilung (für zurechnungsfähige, geistig abnorme Rechtsbrecher): Die Maßnahmenabteilung für zurechnungsfähige, geistig abnorme Rechtsbrecher nimmt ebendiese auf und verwahrt sie unter psychiatrischer Behandlung bis zu ihrer Entlassung aus dem Maßnahmenvollzug.
- Sicherheitsabteilung: Zur Sicherheitsabteilung der Justizanstalt Stein gehören neben dem Hochsicherheitstrakt „West E“ auch die Absonderungshafträume. Dabei handelt es sich um besonders gesicherte Hafträume, aus denen alle Gegenstände entfernt wurden, mit denen die Gefangenen sich selbst oder einen Anderen verletzen könnten.
- Normalvollzugsabteilung: In der Normalvollzugsabteilung befinden sich all jene Insassen, die bislang keinem anderen Department zugeordnet werden konnten und einer Beschäftigung innerhalb der Anstalt nachgehen.
- Maßnahmenabteilung (für entwöhnungsbedürftige Rechtsbrecher): Die Maßnahmenabteilung für entwöhnungsbedürftige Rechtsbrecher beherbergt in erster Linie nach § 22 StGB verurteilte Maßnahmenhäftlinge und ist daher als Drogenfreie Zone eingerichtet.
- Außenstellen Oberfucha und Mautern: In den Außenstellen der Justizanstalt werden die Häftlinge hauptsächlich im gelockerten Vollzug, im Entlassungsvollzug sowie (in der Außenstelle Mautern) als Freigänger untergebracht.

## Geschichte

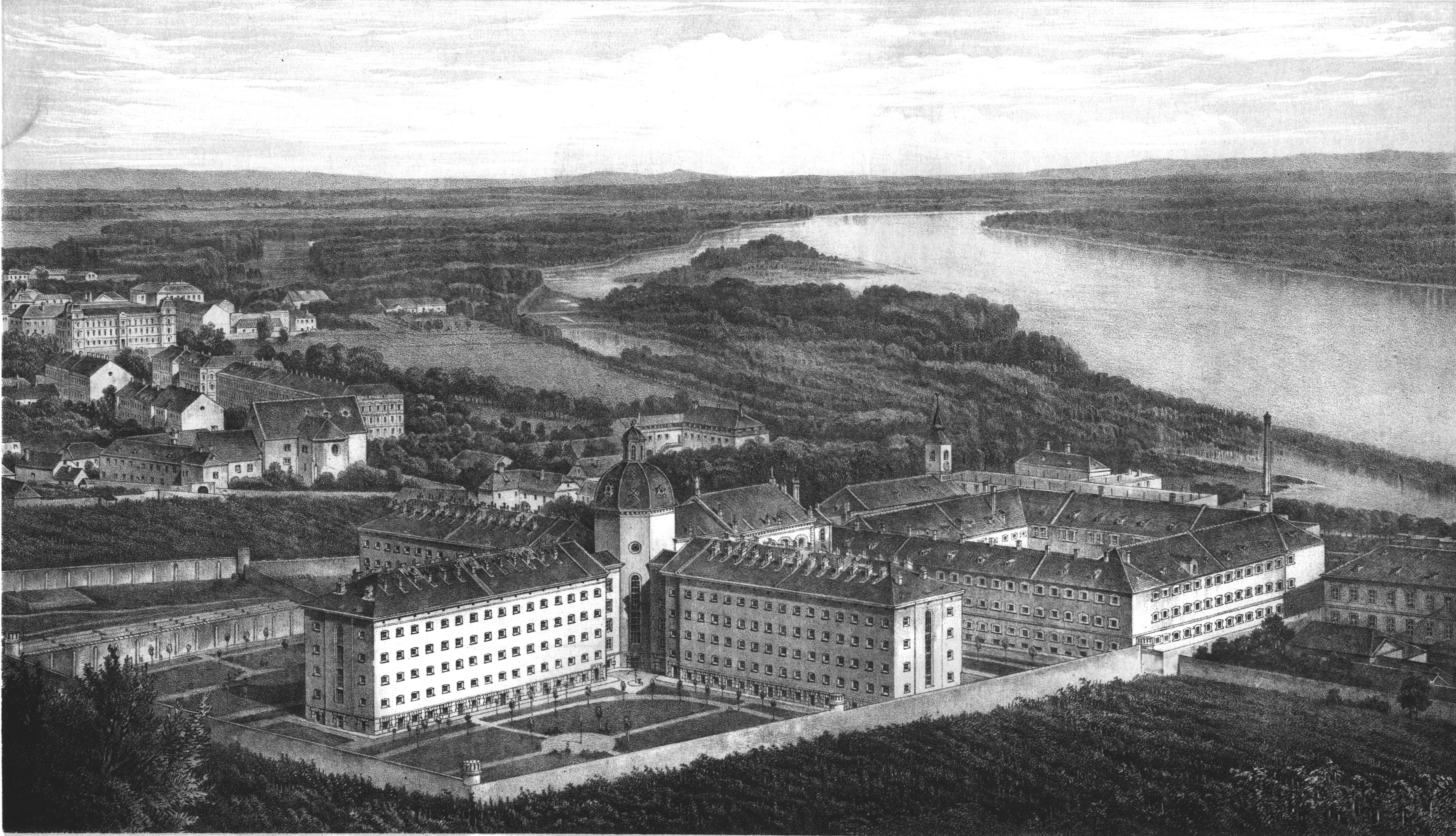
Das K.K. Österreichische Zellengefängnis im Jahr 1875

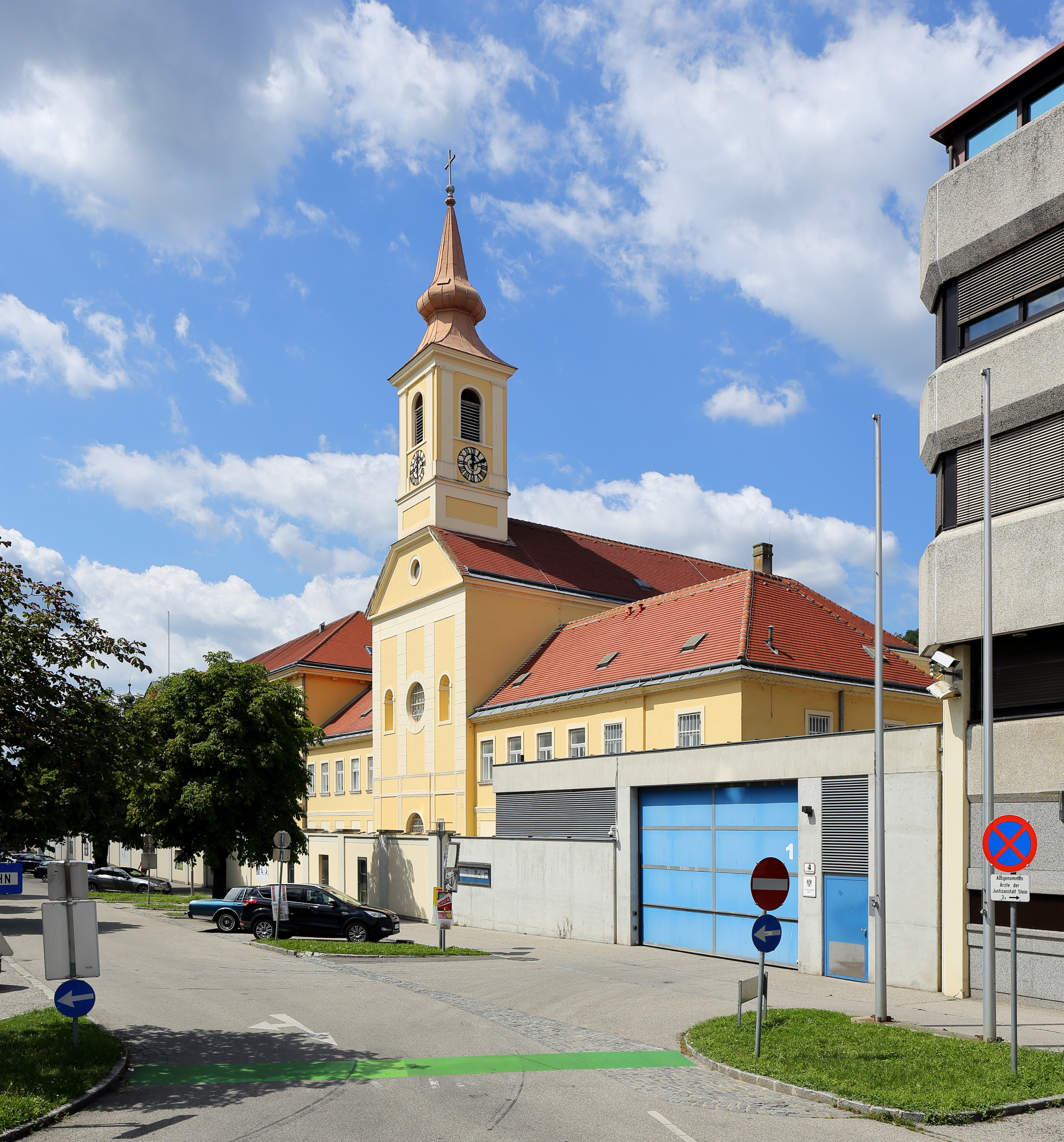
Justizanstalt mit ehemaligem Redemptoristinnenkloster in der Steiner Landstraße.

Die etwa 58.000 m² umfassende Anlage der heutigen Justizanstalt wurde 1850 als ehemaliges Redemptoristinnenkloster vom Staat gekauft und in eine als K.K. Österreichisches Zellengefängnis in Stein an der Donau bezeichnete Haftanstalt umgewandelt. Dazu musste ein Zubau durchgeführt werden. Dieser war ursprünglich für 800 Häftlinge geplant, wurde aber bald auf 350 reduziert. Während des Zweiten Weltkrieges unterhielt die Anstalt ein Arbeitslager im Theimwald.

### Massaker von Stein
Am 6. April 1945, als die Rote Armee bereits Wien erreicht hatte, erwirkte Anstaltsleiter Franz Kodré die Genehmigung, zumindest die als weniger schwer belastet eingestuften Häftlinge in die Freiheit zu entlassen. Nachdem er diese Erlaubnis besonders großzügig auslegte und damit begann, alle Häftlinge zu entlassen, meldeten einige der Gefängniswärter sein Vorgehen bei der Kremser NSDAP-Leitung. Diese stoppte daraufhin die Entlassung auf brutalste Weise, indem sie viele der noch verbliebenen Häftlinge, den Anstaltsleiter und einige seiner Mitarbeiter auf der Stelle erschießen ließ. Aber auch die bereits entlassenen Häftlinge wurden gejagt und am selben oder am darauf folgenden Tag im Ortsgebiet von Krems oder in den umliegenden Ortschaften ermordet. In der Forschung geht man mittlerweile von einer Gesamtopferzahl von bis zu 500 Toten aus. Der Dokumentarfilm Kremser Hasenjagd befasst sich mit diesem Endphaseverbrechen.

### Besondere Ereignisse
Am Donnerstag, dem 4. November 1971 ereignete sich in der Justizanstalt Stein einer der spektakulärsten Gefängnisausbrüche in der österreichischen Justizgeschichte. Die drei Straftäter Alfred Nejedly, Walter Schubirsch und Adolf Schandl überwältigten zwei Wachbeamte mit selbstgebastelten Messern und entwendeten deren Dienstwaffen. Anschließend nahmen sie einen Untersuchungsrichter, eine Schriftführerin sowie den Polizeichef von Krems als Geiseln und forderten Geld sowie freies Geleit. Nachdem Justizminister Christian Broda die Anstaltsleitung ermächtigt hatte, die Gefängnistore zu öffnen, begann eine spektakuläre Flucht. Die Täter nahmen innerhalb der nächsten zwei Tage mehrfach Geiseln und verwendeten mehrere Fluchtfahrzeuge, während sie ständig mit der Wiener Polizeispitze verhandelten. Schließlich gelang es ihnen, die Polizei abzuhängen, wobei Schandl aus dem Wagen sprang und alleine weiter flüchtete, während Schubirsch und Nejedly die Geiseln freiließen und sich mit drei neuen Geiseln in der Wohnung eines Bekannten verschanzten. Am Samstag umstellte die Polizei das Gebäude und nahm die Verhandlungen auf. Aus vorangegangenen Gesprächen mit den Geiseln schloss die Polizei auf das Versteck der Ausbrecher. Am späten Nachmittag gab Nejedly schließlich auf, während Schubirsch mit den beiden Schusswaffen in der Wohnung blieb und verkündete, sich nur dem Polizeipräsidenten zu ergeben. Erst als Polizeipräsident Josef Holaubek erschien, sich mit „I bin's, der Präsident!“ zu erkennen gab und mit dem Täter sprach, gab dieser auf. Adolf Schandl konnte erst zwei Wochen später verhaftet werden.
Im Juli 2001 gab es fünf Todesfälle, welche in Zusammenhang mit dem verbotenen Gebrauch von Gurtenbetten und einer zu stark beheizten Zelle, angeblich auch Saunazelle genannt, standen. Der psychisch kranke Häftling Ernst Karl wurde ohne Beobachtung eine Nacht lang auf ein Gurtenbett geschnallt. Dort verstarb er an einem Darmverschluss. Der damals zuständige Justizminister Dieter Böhmdorfer hatte allen Beteiligten per internem Erlass verboten, über den Vorfall zu sprechen. Sowohl der Einsatz von Gurtenbetten als auch die Einzelinhaftierung von psychisch erkrankten Häftlingen ist per Gesetz verboten.
Im August 2004 verstarb der 37-jährige Nigerianer Edwin Ndupu nach offiziellen Angaben an einer Fettembolie nach selbstzugefügten Verletzungen ohne Fremdverschulden. Nach Angaben der Justizwache hatte er zuvor getobt und mit einem Besteckmesser andere Häftlinge bedroht, woraufhin er beruhigt werden musste. Da der Häftling HIV-positiv war und Beamte mit dessen Blut in Berührung gekommen waren, bekamen diese eine Entschädigung von je 2000 Euro. Die Umstände des Todes des Häftlings haben zu Zweifeln an der Glaubhaftigkeit des offiziellen Gutachtens geführt. Durch Medien als auch Politiker wird ein möglicher Tränengas-Einsatz in geschlossenen Räumen nicht ausgeschlossen. Eine Klärung des Sachverhaltes durch eine objektive externe Untersuchungskommission wurde abgelehnt. Im Oktober 2004 wurde eine Demonstration wegen des im August verstorbenen Häftlings vom Magistrat der Stadt Krems an der Donau untersagt. Trotz des Verbotes kam es zu einer friedlichen Kundgebung.
Am 16. November 2007 gelang einem wegen versuchten Mordes verurteilten, geistig abnormen Rechtsbrecher die Flucht. Der Mann hatte aus einer Abstellkammer ein Seil entwendet, war auf ein Vordach gelangt, kletterte auf die rund zehn Meter hohe Außenmauer und seilte sich von dort ab. Da ein Justizwachebeamter die Flucht beobachtet und sofort Alarm ausgelöst hatte, konnte der Geflohene nach rund 25 Minuten wieder verhaftet werden.
Im November 2019 attackierte ein Häftling während eines Umschlusses einen Mitgefangenen mittels eines zur Waffe umgebauten Kugelschreibers und wurde 2020 wegen versuchten Mordes schuldig gesprochen. Der Täter verbüßte zu diesem Zeitpunkt bereits eine Lebenslange Freiheitsstrafe wegen Mordes an einem Mitgefangenen der Justizanstalt Graz-Karlau und war 2011 bereits wegen Mordes an seiner damaligen Lebensgefährtin verurteilt worden.

## Trivia
- Die Alte Klosterkirche der Justizanstalt Stein wird für Veranstaltungen genutzt und ist in diesem Zusammenhang teilweise auch öffentlich zugänglich.
- Der ehemalige Häftling Erich Rebitzer war Opfer eines Justizirrtums. Er verbrachte 17 Jahre in der Strafanstalt bis Gustaf Adolf Neumann nach jahrelangen Bemühungen schließlich 1966 seine Freilassung bewirkte.[17]
- Im Film Angst von Gerald Kargl aus dem Jahr 1983 wird die Hauptfigur gleich am Anfang des Films aus der Justizanstalt entlassen. Die Figur basiert lose auf Werner Kniesek, der ebenfalls in der Anstalt inhaftiert war und dort im selben Jahr einen Ausbruch versuchte, der jedoch scheiterte.
- Umgangssprachlich und besonders im Insassenjargon wird die Justizanstalt oft „Felsen“ oder dialektal „Fösn“ genannt.[18]